# Veurey-Voroize
Veurey-Voroize is een gemeente in het Franse departement Isère (regio Auvergne-Rhône-Alpes). De plaats maakt deel uit van het arrondissement Grenoble. Veurey-Voroize telde op 1 januari 2022 1.392 inwoners. 

## Geografie
De oppervlakte van Veurey-Voroize bedroeg op 1 januari 2022 12,21 vierkante kilometer; de bevolkingsdichtheid was toen 114 inwoners per km².

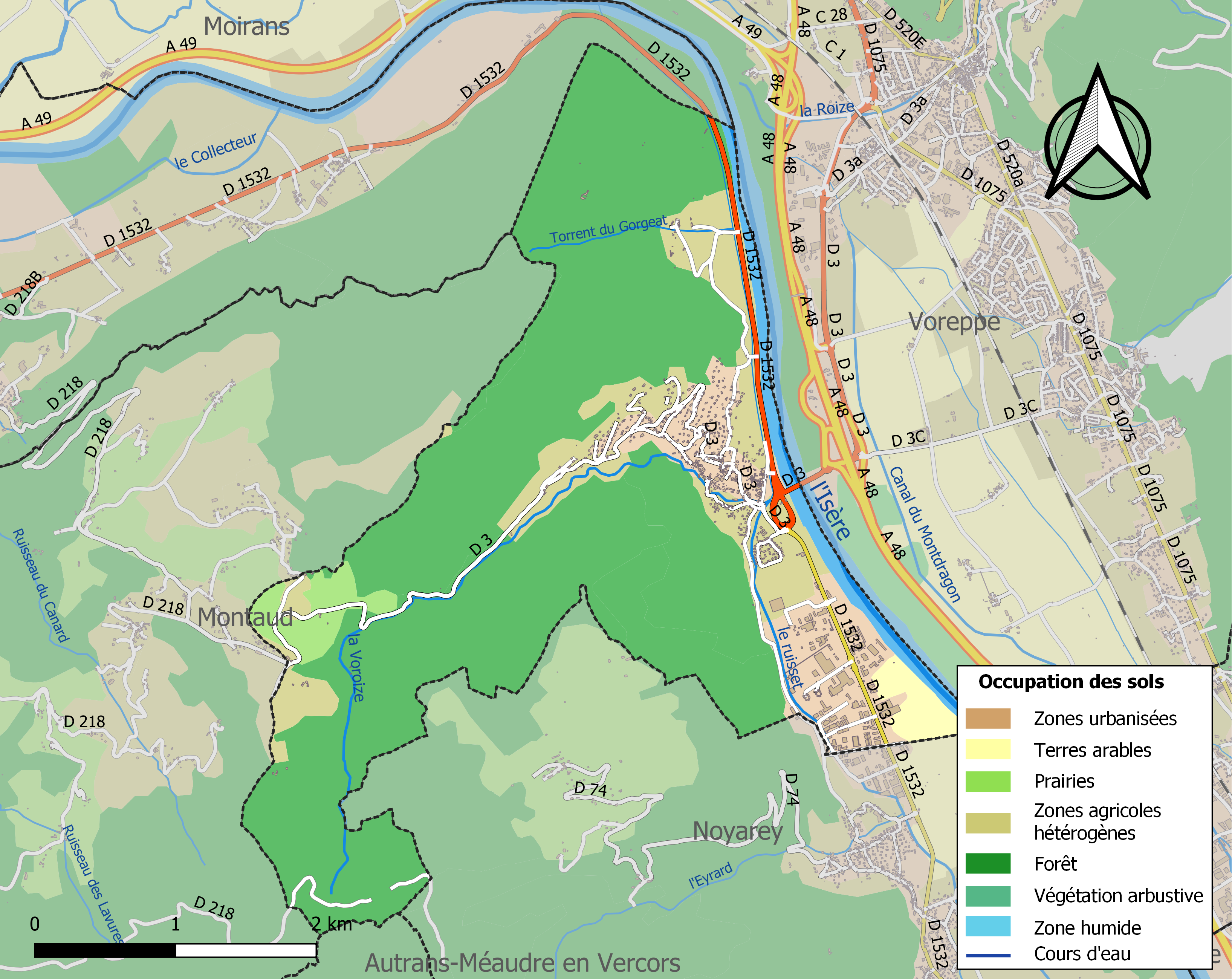
Kaart van de gemeente met de belangrijkste infrastructuur, bodemgebruik en omliggende gemeenten

## Demografie
Onderstaande figuur toont het verloop van het inwonertal (bron: INSEE-tellingen).

## Afbeeldingen

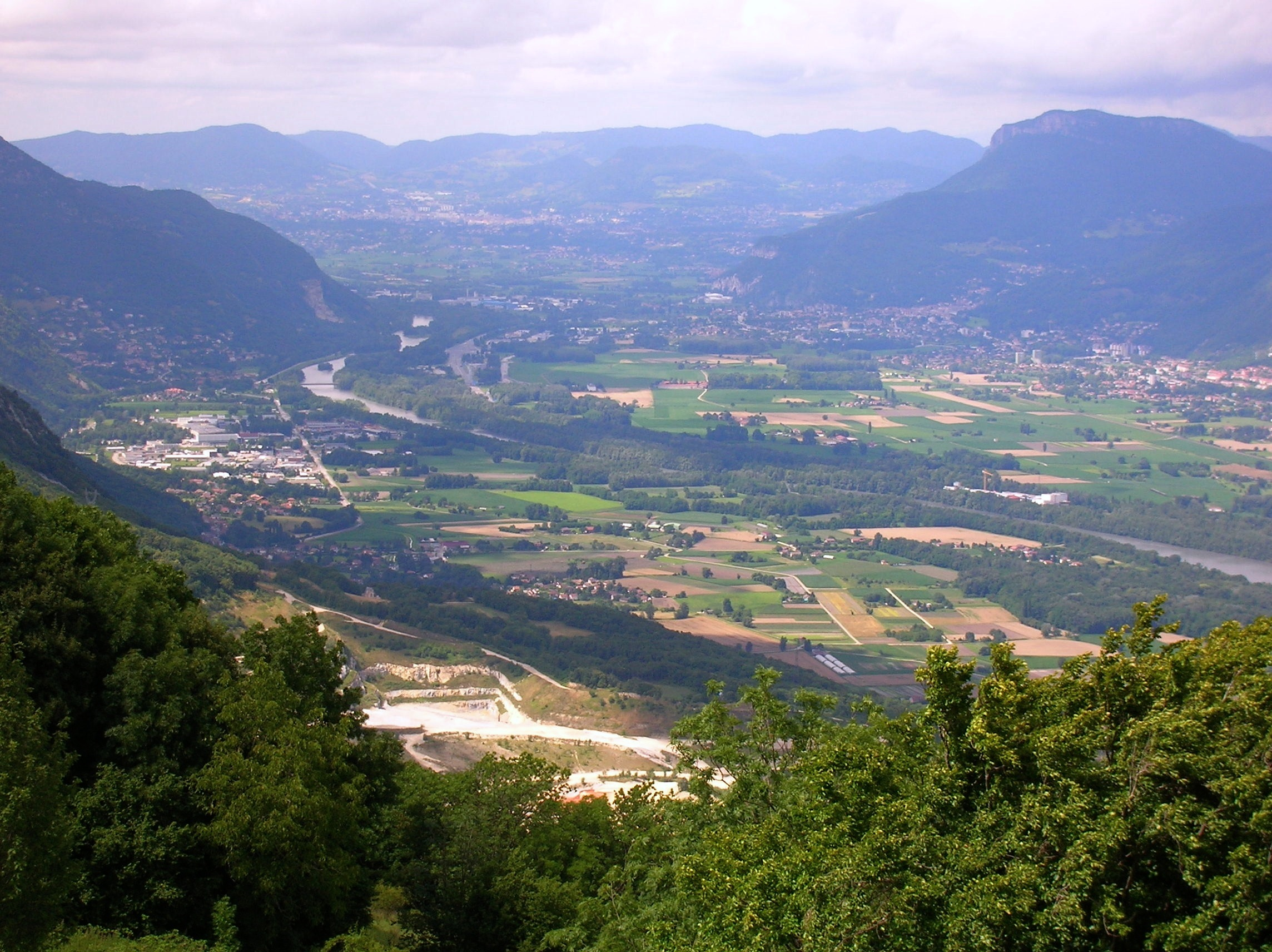
Gezicht op Veurey-Voroize
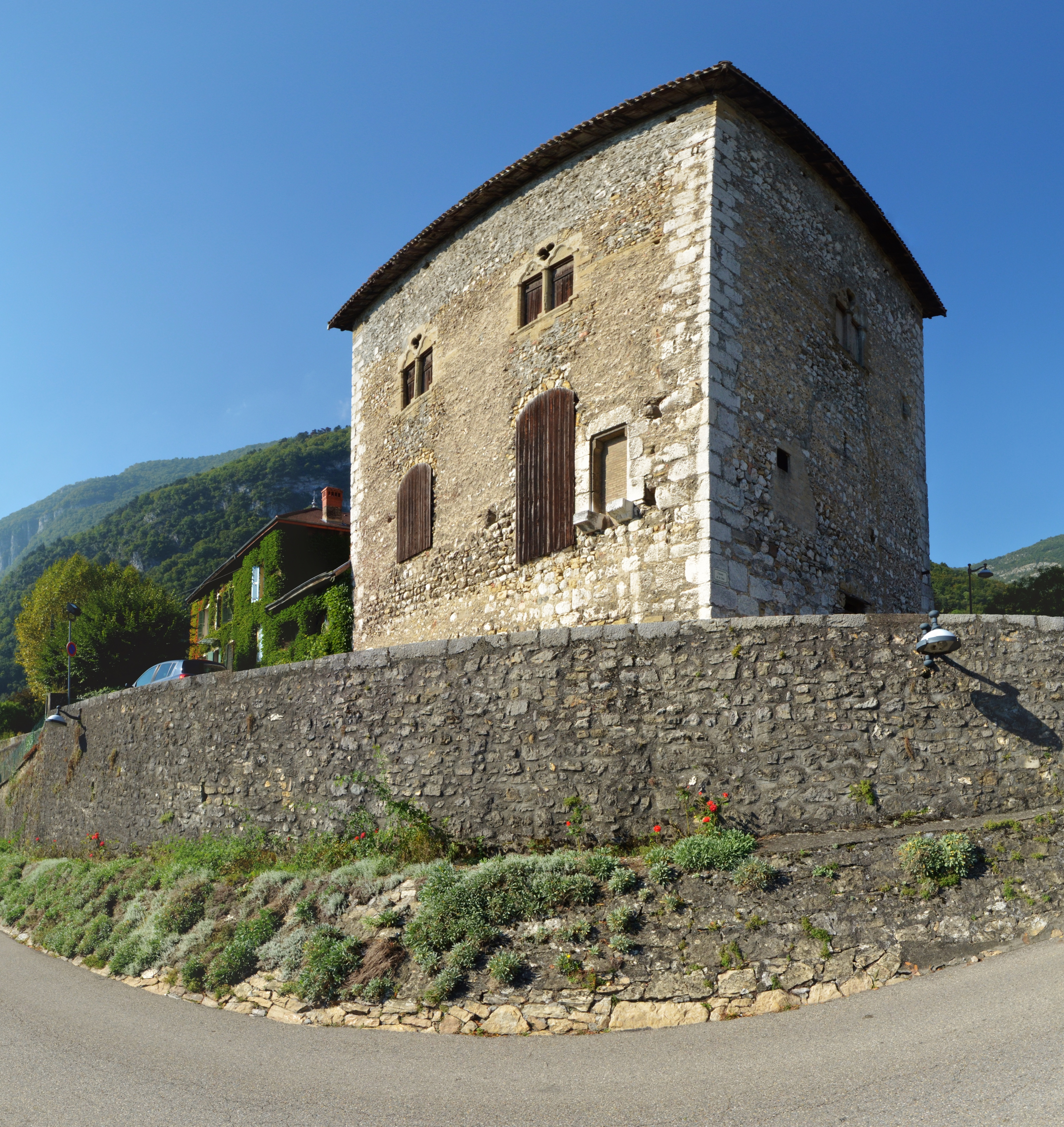
Tour des Templiers
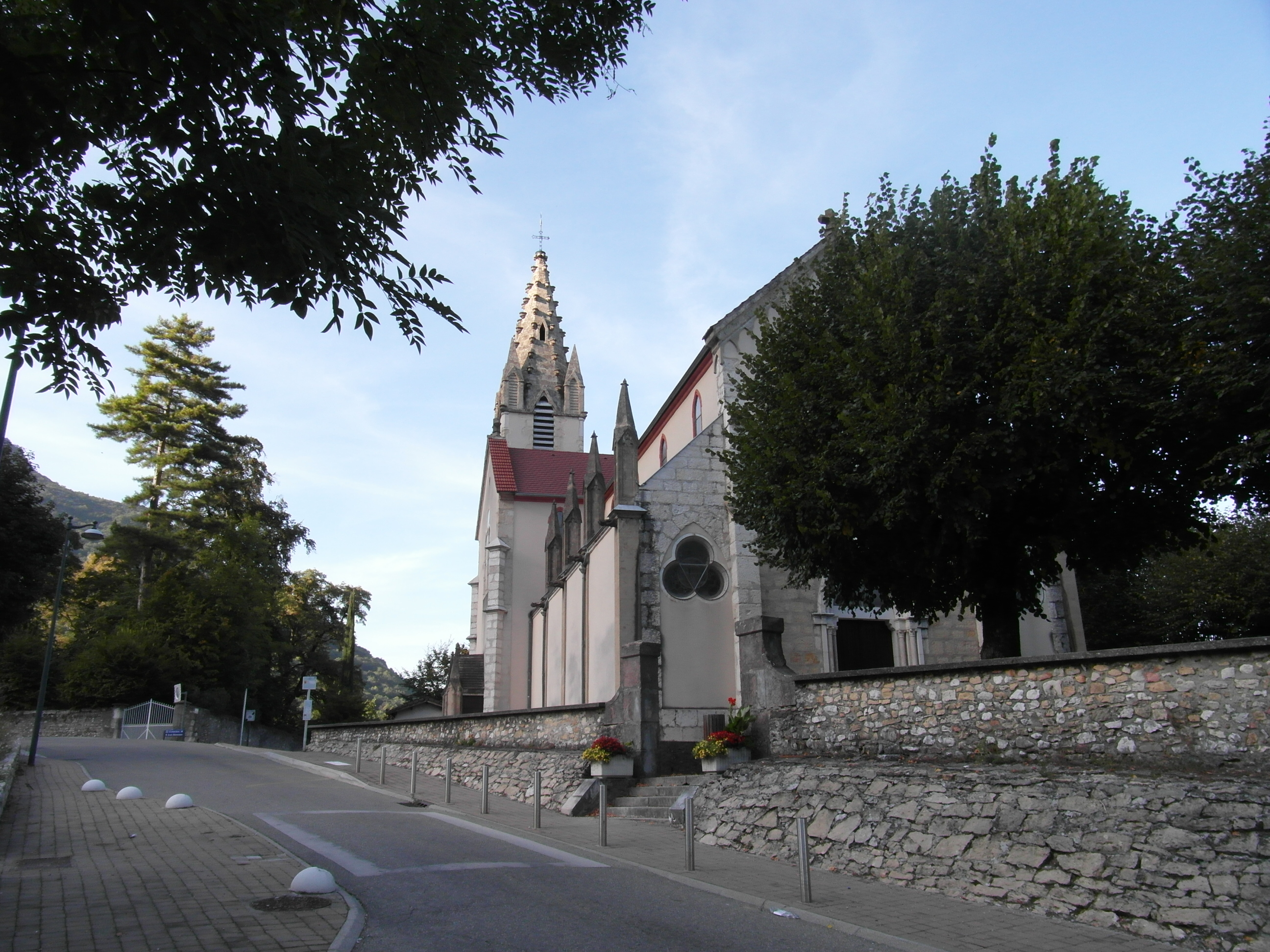
Église Saint-Georges